# Malacoptila panamensis
Barbudo-panamense ou barbudo-de-loro-branco (nome científico: Malacoptila panamensis) é uma espécie de ave buconídea, classificada às vezes na ordem Galbuliformes ou na Piciformes .
Pode ser encontrada do México ao Equador.